# Walter Ehrenstein
Walter Ludwig Ehrenstein (* 10. Oktober 1899 in Altenkirchen; † 16. Oktober 1961 in Bonn) war ein deutscher Psychologe und Hochschullehrer. Nach ihm ist die Ehrenstein-Täuschung benannt.

## Leben
Der Sohn eines Kürschners absolvierte 1917 das Abitur am Wöhler-Realgymnasium in Frankfurt am Main. Nach Einsatz im Ersten Weltkrieg studierte er ab 1919 Naturwissenschaften, Philosophie und Psychologie an der Universität Frankfurt am Main und promovierte 1921 bei Friedrich Schumann. Anschließend bildete er sich an der Technischen Hochschule Berlin und am Woodbrooke College in Birmingham weiter, wo er die Quäker kennenlernte, denen er 1929 eine wertschätzende Schrift in der zivilisationskritischen Zeitschrift Der Türmer widmete. Von 1922 bis 1925 war er außerplanmäßiger Assistent, danach Lektor am Psychologischen Seminar der Universität Frankfurt am Main. Von 1927 bis 1929 arbeitete er als außerplanmäßiger Assistent bei August Messer am Institut für experimentelle Psychologie und Pädagogik der Universität Gießen, bei dem er sich 1929 auch habilitierte.
1930 wurde Ehrenstein an die Technische Hochschule Danzig umhabilitiert. Zum 1. November 1931 trat er der NSDAP bei (Mitgliedsnummer 719.858). Im November 1933 unterzeichnete er das Bekenntnis der deutschen Professoren zu Adolf Hitler. 1934 wurde Ehrenstein an der Technischen Hochschule Danzig zum außerordentlichen und 1937, nach der Beurlaubung und Zwangsemeritierung von Hans Henning, zum ordentlichen Professor ernannt. In seinen Vorlesungen behandelte er auch weltanschauliche Themen wie „Rasse und Nation in der Philosophie“. Seit den 1920er-Jahren bekämpfte er die Psychoanalyse von Sigmund Freud als unwissenschaftlich, aber auch als Teil eines „Rassenkampfes“. Ehrenstein warf ihm vor, die kulturellen und sittlichen Grundlagen der gegenwärtigen Gesellschaft zu untergraben. Dem stehe eine germanische Weltanschauung gegenüber, die aristokratisch, pazifistisch (!) und solidarisch angelegt sei. 1934 verschärfte er die Angriffe auf Freud, dem er unterstellte, den „Nomos der Nation“ zugunsten der „Fremdrassigen“ zerstören zu wollen.
1945 floh Ehrenstein aus Danzig. Von 1948 bis 1951 arbeitete er als Aushilfslehrer am Schulkollegium Münster. 1950 berief ihn die Universität Bonn zum außerordentlichen Professor für Psychologie.
Der Psychologe Walter H. Ehrenstein (1950–2009) war sein Sohn.

## Werk
Ehrenstein befasste sich mit der experimentellen Wahrnehmungsforschung. Er vertrat eine Psychologie, die von der Frankfurter Gestaltpsychologie und der Leipziger Ganzheitspsychologie geprägt war. 
In den 1930er-Jahren stieß er auf die Figur-Grund-Wahrnehmung und die nach ihm benannte Ehrenstein-Täuschung.

## Schriften
- Vom Quäkertum und seiner möglichen Sendung, in: Der Türmer. Monatsschrift für Gemüt und Geist, Jg. 31/Heft 7 (1929)
- Der Ursprung einer geistigen Epidemie, in: Der Türmer (1932)
- Nomos der Nation, in: Der Türmer (1934)
- Die Verwurzelung des Nationalismus im Gefühlsleben, Zeitschrift für pädagogische Psychologie und Jugendkunde, 35 (1934), Heft 1, S. 16–24
- Einführung in die Gestaltpsychologie. Barth, Leipzig 1934.
- Grundlegung einer ganzheitspsychologischen Typenlehre. Junker & Dünnhaupt 1935; 
  - 2., umgearbeitete Auflage: Probleme der ganzheitspsychologischen Wahrnehmungslehre. Barth, Leipzig 1947;
  - 3., vermehrte Auflage 1954.
- Die Reichsfeier zum 150. Geburtstag Arthur Schopenhauers in Danzig, Jahrbuch der Schopenhauer-Gesellschaft 26 (1939).
- Beiträge zur ganzheitspsychologischen Wahrnehmungslehre. Barth, Leipzig 1942.
- Über Abwandlungen der L. Hermannschen Helligkeitserscheinung. In: Zeitschrift für Psychologie. Bd. 150 (1941), S. 83–91.
- Dämon Masse. Waldemar, Frankfurt am Main 1952.
- Die Entpersönlichung. Masse und Individuum im Lichte neuerer Erfahrungen. Kramer, Frankfurt am Main 1952.
- Probleme des höheren Seelenlebens. Reinhardt, München/Basel 1965.